# La poarta eternității (film)
La poarta eternității (titlu original: At Eternity's Gate) este un film american biografic din 2018 regizat de Julian Schnabel despre ultimii ani ai vieții pictorului Vincent van Gogh. Scenariul este scris de Jean-Claude Carrière. Rolurile principale au fost interpretate de actorii Willem Dafoe ca van Gogh, Rupert Friend, Oscar Isaac, Mads Mikkelsen, Mathieu Amalric, Emmanuelle Seigner și Niels Arestrup. 
Filmul dramatizează teoria controversată prezentată de biografii lui Van Gogh, Steven Naifeh și Gregory White Smith, în care aceștia speculează că moartea lui Van Gogh a fost cauzată mai degrabă de răutăți decât de sinucidere.
Dafoe a fost nominalizat la premiul Oscar pentru cel mai bun actor și la premiul Globul de Aur pentru cel mai bun actor (dramă).

## Distribuție
- Willem Dafoe - Vincent van Gogh
- Rupert Friend - Theo van Gogh
- Mads Mikkelsen - The Priest
- Mathieu Amalric - Dr. Paul Gachet
- Emmanuelle Seigner - The Woman from Arles/Madame Ginoux
- Oscar Isaac - Paul Gauguin
- Niels Arestrup - Madman
- Vladimir Consigny - Doctor Felix Ray
- Stella Schnabel - Gaby
- Amira Casar - Johanna van Gogh-Bonger
- Vincent Perez - Directorul
- Anne Consigny - Teacher
- Alexis Michalik - Artist Tambourin
- Lolita Chammah - Girl on the Road
- Didier Jarre - Asylum Guard
- Vincent Grass - Café Owner
- Louis Garrel - Aurier's Article (voce)